# Sollicitatie
Een sollicitatie is een voorstelling van zichzelf als kandidaat voor een baan bij een werkgever.
Solliciteren kan op drie manieren:
1. schriftelijk (post of e-mail);
2. telefonisch;
3. in persoon.

Afhankelijk van de functie wordt dat laatste niet altijd geapprecieerd. De schriftelijke sollicitatie, een motivatiebrief met een curriculum vitae, met de post verstuurd is de klassieke vorm. In sommige landen, zoals Frankrijk, schakelen werkgevers regelmatig een grafoloog in. De sollicitant moet soms ook een door het bedrijf opgesteld sollicitatieformulier thuis invullen en meesturen in de plaats van het eigen cv.
Tegenwoordig, in 2014, hebben sollicitaties per e-mail (met bijlagen) de klassieke sollicitatievorm nagenoeg volledig verdrongen. Via vacaturesites kan de geïnteresseerde vaak met een druk op de knop zijn of haar interesse kenbaar maken. Zo houdt bijvoorbeeld de Vlaamse Dienst voor Arbeidsbemiddeling en Beroepsopleiding een sollicitantenbestand bij, dat door kandidaat werkgevers gratis kan worden geraadpleegd. Grotere bedrijven en sommige overheidsinstellingen in de Benelux nemen alleen nog maar digitale sollicitaties in behandeling.
Toch is de etiquette van het solliciteren in verschillende landen hardnekkig: in Frankrijk dient een brief nog altijd handgeschreven te zijn; in Duitsland ondertekent men iedere pagina van het cv; Angelsaksische landen zijn dan weer gewend aan een pasfoto bij het cv. In Nederland en België is dit laatste minder gebruikelijk. De wijze waarop gesprekken worden gevoerd verschilt ook per land.
Er is ook een dresscode: overheidsdiensten verwachten doorgaans een kandidaat in (mantel)pak, ongeacht de weersomstandigheden. Industriële bedrijven zijn hier wel iets soepeler in.
Verschillende boeken en websites met tips voor het schrijven van een goede sollicitatiebrief zijn legio.

## Procedure
De sollicitatieprocedure bestaat uit een aantal stappen. Allereerst moet een brief worden geschreven met een korte motivatie. Daarnaast zijn vaak een cv en soms een cijferlijst, referenties en stage- of werkgeversverklaringen vereist. Dit is afhankelijk van het beleid van het bedrijf.
Na het schrijven van de brief (of e-mail) naar een werkgever ontvangt de sollicitant doorgaans een ontvangstbevestiging. De toekomstige werkgever bekijkt vervolgens alle binnengekomen sollicitaties en selecteert een aantal mensen met wie een sollicitatiegesprek gevoerd zal worden. De overigen krijgen een afwijzing of worden nog even aangehouden. Het komt voor dat sollicitanten nooit worden opgeroepen, maar ook geen bericht van afwijzing ontvangen. Dit wordt algemeen als ongepast ervaren.
Op basis van de brief en het cv wordt een aantal sollicitanten uitgenodigd voor een gesprek, meestal met de leidinggevende van de afdeling waar de vacature is en/of de personeelsadviseur. Eventueel volgen meer gesprekken, mogelijk ook een assessment. Na het eerste sollicitatiegesprek vindt een nadere selectie plaats, waarbij een aantal kandidaten afvallen. Deze selectie wordt soms uitbesteed aan gespecialiseerde selectiebureaus die daarvoor assessments of tests gebruiken. Soms maakt ook een oefencasus deel uit van de procedure. Daarna volgt meestal een vervolggesprek, waarbij de arbeidsvoorwaarden, zoals het salaris, worden besproken. Ook de kandidaat kan dan wensen kenbaar maken, die al dan niet door de toekomstige werkgever worden overgenomen.
In grotere bedrijven vindt tussen deze gesprekken in, soms nog een gesprek plaats met toekomstige collega's.
In sommige gevallen kan een aanstellingskeuring onderdeel van de sollicitatieprocedure zijn. Deze vindt plaats aan het einde van de selectieprocedure.

## Regels
De kandidaat bevindt zich meestal in een underdogpositie. Hij wil immers dat het bedrijf hem geld gaat betalen. Voor het bedrijf is hij een kostenpost en bovendien zijn er doorgaans meer kandidaten. Ook bestaat nog geen arbeidsrelatie, dus geen arbeidsrechtelijke bescherming. Bedrijven behandelen kandidaten in sommige gevallen dan ook onbeschoft, door bijvoorbeeld ongepaste vragen te stellen ("U bent toch niet homoseksueel?", "Heeft u een gelukkige jeugd gehad?"), of de kandidaat te kleineren of te beledigen ("Wat u daar in uw brief schreef, is klinkklare onzin").
Toch is door de privacy- en Europese wetgeving voor werkgevers en werknemers een aantal regels vastgesteld, waarvan sommige (die de privacy betreffen) bindend zijn, en andere de status van een afspraak hebben (ethische sollicitatiecodes van diverse bedrijven). Zo gelden globaal de hieronder besproken regels:
Sollicitatieprocedures kunnen verlopen volgens van tevoren vastgestelde regels. De STAR- of STARR-methode is hiervan een voorbeeld en staat voor Situatie, Taak, Actie, Resultaat (en Reflectie). De interviewer zal de sollicitant eerst vragen om een helder beeld van een concrete Situatie te schetsen. Vervolgens is de Taak aan de beurt, waar de sollicitant zijn verantwoordelijkheden moet aangeven. Uiteindelijk volgen de Actie (hoe de activiteit daadwerkelijk wordt uitgevoerd) en het Resultaat (effect van de actie op mensen/ bedrijfsprocessen).

### Sollicitatiecode
In de sollicitatiecode van de Nederlandse Vereniging voor Personeelsmanagement & Organisatieontwikkeling (NVP) is vastgelegd dat indien een werkgever inlichtingen over de sollicitant wil inwinnen bij derden, hiertoe vooraf toestemming moet worden gevraagd aan de sollicitant. De beoogde informatie moet direct verband houden met de te vervullen vacature en mag geen onevenredige inbreuk maken op de persoonlijke levenssfeer van de sollicitant.
Verder bestaat er ook een sollicitantencode waar de regels in staan vermeld waar een sollicitant zich aan zou moeten houden.

### Discriminatie
Het is in Nederland niet toegestaan om te discrimineren naar nationaliteit, geslacht, ras, seksuele gerichtheid, huidskleur, handicap/chronische ziekte, leeftijd en/of godsdienst. Dit is in nationale en Europese wetgeving vastgelegd en dus dwingend, hoewel in advertenties nog weleens een bepaalde leeftijdsgroep of -grens wordt genoemd. Het is uiteindelijk echter zeer moeilijk te achterhalen of een kandidaat die officieel werd afgewezen wegens "gebrek aan sociale vaardigheden", niet in werkelijkheid is geweigerd omdat hij zwart is. "Positieve discriminatie", waarbij juist een bepaalde groepering wordt bevoordeeld, is in zekere zin wel toegestaan. De betreffende groep moet dan wel een aantoonbare achterstand hebben binnen de werksoort. Een ander middel om discriminatie tegen te gaan is anoniem solliciteren, waarbij die informatie waarop vaak gediscrimineerd wordt niet genoemd wordt in de eerste ronde(s) van de sollicitatieprocedure.

### Privacy
De sollicitant heeft recht op privacy: gegevens moeten vertrouwelijk bewaard worden en de kandidaat moet om vernietiging kunnen verzoeken. Indien een psychologische test is gemaakt, heeft de kandidaat als eerste recht op inzage. Hij kan de resultaten desnoods aan het bedrijf weigeren, al zal dat wel een einde van de procedure betekenen.

### Overig
Veel overige regels zijn in ethische sollicitatiecodes vastgelegd. Deze kunnen verschillen per bedrijf of bedrijfstak en zijn niet bindend in de zin van de wet. Bedrijven in Nederland moeten meestal de reiskosten van de kandidaat vergoeden en dienen de kandidaat met respect te bejegenen. Daar dit niet bindend is, houdt lang niet ieder bedrijf zich hieraan.

### Liegen en fraude
Indien een bedrijf persoonlijke of ongepaste vragen stelt ("Wilt u later kinderen krijgen?", "Bent u zwanger?"), dan kan de sollicitant overwegen hierop niet naar waarheid te antwoorden. In de meeste gevallen zal liegen en vooral fraude met diploma's, bij ontdekking ook jaren later nog leiden tot ontslag op staande voet.

## Open sollicitatie
Open solliciteren heet in Vlaanderen spontaan solliciteren: in dat geval reageert de sollicitant niet op een advertentie van een bedrijf dat een vacature heeft, maar benadert hij/zij een bedrijf om diverse redenen:
- grootte: er is meer personeelsverloop en er is een grotere anonimiteit dan in een KMO;
- nabijheid: de sollicitant wil minder uren onderweg zijn voor zijn woon-werkverkeer;
- de goede naam van het bedrijf;
- de sollicitant heeft een persoonlijke referentie gekregen.

Bij het doen van een open sollicitatie is het aan te bevelen om de zoektocht te beginnen in een eigen sociaal netwerk. Mocht men het daarvóór gebruikte netwerk inmiddels uitgeput hebben, kan men besluiten om het netwerk uit te breiden of een nieuw netwerk aan te leggen.
Ook kan de personeelsdirecteur van een bedrijf het 'mond-tot-mond'-principe huldigen en niet nadrukkelijk op zoek zijn naar een nieuwe medewerker of graag eerst gebruikmaken van zijn voorraad aan geschikte kandidaten die in het bedrijfsverleden echter niet werden uitgenodigd voor een gesprek. Daarnaast kan een bedrijf eerst intern een kandidaat willen zoeken; als die gevonden is, kan de vrijgekomen plek ingevuld worden door een externe kandidaat. Ook kan een bedrijf een sluimerend personeelstekort hebben en kan een open sollicitatie het bedrijf over de streep trekken. In de praktijk zal opgemerkt kunnen worden dat dit voornamelijk gebeurt bij economische voorspoed (en geplande uitbreiding) van een bedrijf of organisatie.
Open sollicitaties blijken zeer succesvol te zijn — de praktijk laat bij deze vorm van solliciteren een hoog rendement zien. Open sollicitaties worden door bedrijven serieus genomen. Deze vorm van solliciteren toont in zekere mate aan dat men moeite heeft gedaan om op zoek te gaan naar een bedrijf dat de sollicitant aanspreekt om er werkzaam te zijn. Daarnaast toont het vaak creativiteit en motivatie.
Meer dan 70 procent van de bedrijven zegt open sollicitaties te bekijken. Een kleine groep bedrijven stellen telefonisch contact in deze fase van de sollicitatie op prijs. Het is soms echter niet aan te raden om eerst te bellen voordat men solliciteert. Veel ondernemers hechten nog veel aan de traditionele geschreven brief.

## Solliciteren via een derde
Zoals de onroerend goedmarkt bemiddeling kent in de vorm van makelaars, zo kent de arbeidsmarkt bemiddeling in de vorm van uitzendbureaus en wervings- en selectiebureaus.
Het solliciteren of inschrijven bij een uitzendbureau of wervings- en selectiekantoor kan hierin ook gezien worden als een vorm van open sollicitatie. Men weet tenslotte niet of er momenteel werk beschikbaar is en de sollicitant geeft daarbij aan dat hij wel beschikbaar is, mocht de situatie zich voordoen dat een bedrijf op zoek is naar een nieuwe werknemer in het interessegebied van de sollicitant. Het grote voordeel van een inschrijving bij een van bovengenoemde kantoren is dat deze op regelmatige basis hun database doorzoeken naar een geschikte kandidaat. Het voordeel voor bedrijven is dat het bureau de kandidaten kent en een voorselectie maakt.
Wanneer men zich bij een wervings- en selectiekantoor inschrijft zal vaak eerst een gesprek met dit kantoor plaatsvinden. Wanneer dit kantoor een concrete vacature probeert in te vullen zullen concrete aspecten van de baan en werkgever besproken worden. Zo niet, dan zal het bij een algemeen gesprek blijven. Gebaseerd op het gesprek kan het kantoor besluiten wel of niet de kandidaat bij de werkgever aan te bevelen.

## Verborgen arbeidsmarkt
Tegenover de open arbeidsmarkt (vacaturesites, advertenties, uitzendbureaus, wervings- en selectiebureaus) kent men ook de verborgen arbeidsmarkt. Dit is de arbeidsmarkt die niet publiekelijk toegankelijk is, en deze bestaat uit informele netwerken en het bedrijf zelf. Vooral in hogere functies kijken veel bedrijven eerst of ze een functie via de verborgen arbeidsmarkt kunnen opvullen alvorens ze een advertentie plaatsen.

### Interne sollicitatie
Wanneer men op een andere functie binnen hetzelfde bedrijf solliciteert, spreekt men van een interne sollicitatie. Dit kan geschieden door iemand te promoveren over uit een andere afdeling of ander filiaal over te plaatsen. Bedrijf en kandidaat hebben hier beiden het voordeel dat ze elkaar kennen en beter weten wat ze aan elkaar hebben. Bovendien kan men op externe wervingskosten besparen: het is vaak sneller en goedkoper om iemand intern te promoveren en dan voor de lagere functie iemand van buiten het bedrijf aan te trekken dan voor de (hogere) vrijkomende functie direct iemand van buiten aan te trekken. Daarbij kan een bedrijf dat posities opvult middels interne groei en promoties laten zien dat het voor werknemers mogelijk is binnen het bedrijf te groeien, wat de motivatie ten goede komt.

### Netwerken
Een deel van de vacatures wordt vervuld zonder advertentie of bemiddeling, maar via netwerken. Via het netwerk of uit eigen ervaring heeft men dan al een idee hoe de kandidaat is en werkt. Wanneer men al een relatie met iemand heeft of een kandidaat is aanbevolen door een vriend, kennis of zakenrelatie, wordt de kandidaat daarom minder gezien als een volslagen onbekende. Veel bedrijven bieden hun werknemers dan ook referentiebonussen voor het (succesvol) aanbevelen van kandidaten.

### Uit een bestaande relatie
Sommige bedrijven werven kandidaten uit een bestaande zakelijke relatie. Ook hier is de betere bekendheid met de kandidaat een voordeel want de kandidaat heeft immers al werk voor het bedrijf verricht. Deze strategie kan riskant zijn omdat het als laakbaar kan worden gezien ('mensen wegpikken'). Bovendien is het mogelijk dat de overeenkomst tussen beide bedrijven dit verbiedt (non-sollicitatiebeding). Overtreding kan in dat geval aanleiding geven tot een juridische actie wegens wanprestatie van het bedrijf dat zich benadeeld voelt.

## Sollicitatieplicht
Aan een sociale uitkering kan een sollicitatieplicht verbonden zijn, zie bijvoorbeeld de voorwaarden WW. Men dient dan een bepaald minimum aan sollicitatieactiviteiten te ondernemen. Ook dient men suggesties van de uitkeringsinstantie om op een bepaalde baan te solliciteren op te volgen, in principe ook wanneer carrièreperspectieven, niveau en salaris niet overeenkomen met de verwachtingen.

## Voetnoten
1. ↑  Afgekort als cv of CV.
2. ↑  rijksoverheid.nl - Gelijke behandeling op het werk